# 嘉会镇 (枣强县)
嘉会镇，是中华人民共和国河北省衡水市枣强县下辖的一个乡镇级行政单位。

## 行政区划
嘉会镇下辖以下地区：
马田村、前十七户村、后十七户村、户嘉会村、朱平楼村、刘嘉会村、顾漳营头村、大张平楼村、蒋庄村、庞水堤村、徐水堤村、张嘉会村、刘平楼村、危平楼村、赵嘉会村、闫嘉会村、小召村、岳家庄村、东张平楼村和徐平楼村。